# 田村街道
田村街道，是中华人民共和国河南省安陽市龙安区下辖的一个乡镇级行政单位。

## 行政区划
田村街道下辖以下地区：
南田村、北田村、丁家庄村、郜家庄村和杨家庄村。